# Leucotmemis dorsalis
Leucotmemis dorsalis là một loài bướm đêm thuộc phân họ Arctiinae, họ Erebidae.